# نهر الدجيل
عُرِف العرب نهر كارون باسم دجيل الأحواز ، وإنما سمّوه بدجيل للتميز بينه وبين دجلة العراق ، وكارون يمر بمدينة الأحواز العاصمة فيقسمها إلى منطقتين الأولى الناصرية والأخرى الأمنية ، وقد لعب دورا كبيرا في حياة الأحواز وينبع من جبال البختيارية - لرستان - ويصب في شط العرب ، وتقع عليه أيضا مدينة المحمّرة عند مصبه في شط العرب ، ونهر كارون هو أطول الأنهار الأحوازية ويبلغ طوله ( 1300 كم ) ألف وثلاثمائة كيلو متر.

## تسميته
أخذت اسمها من نهرها المتفرّع من دجلة، والمصغر من اسمه.
يغرف الماء من سامراء ليسقي القرى جنوبها، ثم تعود فضلته إلى دجلة ثانية.
بعدها مدّه البويهيون حتى مقابر قريش حيث الكاظمية اليوم.

## توسعته
وسعه المستنصر بالله (ت642هـ)، وأنشأ قنطرة عليه، عرفت بجسر حربي (الفخري في الآداب السلطانية). وأعاد حفره والي بغداد العثماني مرتضى باشا (نحو 1653 ميلادية)، فجبى من خراج ضفتيه أكياساً من الذهب. وقديماً فخر أبو حيان التوحيدي (ت414 هـ) في «الرسالة البغدادية» ببساتين دُجَيْل أعالي بغداد. وتجدر الإشارة إلى المبالغة بتخريب المغول لقنوات الري بالعراق، فما خُرب كان ساقية من سواقي دُجَيْل، واستمر النهر جارياً(خصباك، العراق في عهد المغول)، وظلت البساتين مورقة حتى تموز 1980.